# José Aboulker
Pour les articles homonymes, voir Aboulker.
José Aboulker, né le 5 mars 1920 à Alger et mort le 17 novembre 2009 à Manosque, est un médecin et résistant français. Il est compagnon de la Libération.

## Biographie
José Aboulker est le fils d'Henri Aboulker, chirurgien des hôpitaux et professeur à la faculté de médecine d'Alger, président du Parti radical local et ancien conseiller général d'Alger, et de Berthe Aboulker, femme de lettres. Il est le frère de Colette Aboulker-Muscat, qui a reçu la croix de guerre pour son rôle dans la résistance française en Algérie, en 1995 remporte le prix Yakir Yerushalayim (citoyen d'honneur de Jérusalem), et est devenue une enseignante renommée de la Kabbale,.
La famille Aboulker comptait parmi les grandes familles juives algéroises. Elle donne tant des rabbins, dont le grand-rabbin d'Alger Isaac Aboulker, décapité en 1815 sur ordre du dey, que des médecins, comme le docteur Moïse Aboulker, l'un des premiers Juifs d'Algérie française à faire ses études de médecine en France, que Clemenceau remercia pour son rôle durant le siège de Paris en 1871, ou encore le professeur Pierre Aboulker, urologue qui a opéré le général de Gaulle.
En avril 1940, José Aboulker, étudiant en médecine, est mobilisé comme élève officier de réserve (EOR) et démobilisé en février 1941.

### Dans la résistance algéroise
José Aboulker fonde dès septembre 1940 un réseau de résistance à Alger, en liaison avec son cousin Roger Carcassonne, industriel et capitaine de réserve, qui en avait organisé un à Oran. Il devient par la suite l'un des principaux dirigeants de la Résistance en Algérie sous Vichy. Les deux cousins font connaissance d'Henri d'Astier de La Vigerie, auquel ils s'associent pour porter assistance au futur débarquement allié, en liaison avec le colonel Germain Jousse et le consul Robert Murphy, représentant du président Roosevelt à Alger.
Le centre de cette conspiration est le domicile du père de José, le Pr Henri Aboulker, à Alger, au 26 de la rue Michelet.
Dans la nuit précédant le débarquement allié en Afrique du Nord, qui a lieu le 8 novembre 1942, José Aboulker, installé ainsi que son adjoint Bernard Karsenty au commissariat central, déclenche, avec le concours de Guy Calvet et du commissaire Achiary, l'occupation d'Alger par quatre cents résistants.
Ces volontaires civils, dirigés par leurs chefs de groupe, eux-mêmes officiers de réserve, neutralisènt les centres de commandement et de transmissions, occupent les points stratégiques et arrêtent les responsables militaires et civils vichystes, à commencer par le général Juin, commandant en chef, et l’amiral François Darlan et lancent à Radio Alger, un appel au nom du général Giraud, incitant les Français à reprendre la guerre aux côtés des Alliés et se terminant par : « Nous n'avons qu'une seule passion, la France, qu'un seul but, la victoire. Souvenez-vous que l'Armée d'Afrique tient entre ses mains le destin de la France. » L'appel est diffusé à plusieurs reprises durant le débarquement, à raison d'une fois tous les quarts d'heure, sur les ondes de Radio-Alger.
Lorsque le XIXe corps d’armée vichyste, enfin conscient de l’opération, tente de se mobiliser au matin, il concentre ses efforts sur les résistants, au lieu de marcher contre les forces alliées. Comme, à cette heure-là, les débarquements autour d’Alger sont achevés, José Aboulker, soucieux de ne pas verser le sang français, invite les chefs de groupe, les uns après les autres, à évacuer leurs positions, mais après avoir négocié leur départ le plus longtemps possible, afin d'immobiliser les forces de répression et de retarder ainsi leur intervention éventuelle contre les Alliés. Ayant recours aux résistants rendus disponibles par l'évacuation des points stratégiques, il organise également, avec le capitaine Pillafort, l'un des chefs de groupe, des barrages destinés à paralyser la mobilisation. Moyennant quoi, le soir venu, les forces vichystes n’avaient pas encore osé attaquer le commissariat central, dernière place forte des insurgés. C’est ainsi que, grâce à ce « putsch » du 8 novembre 1942, les Alliés, après avoir pu débarquer puis encercler Alger sans rencontrer d'opposition, obtiennent le soir-même la capitulation de la ville, dont le port reste intact, et la reddition des chefs de l’armée d'Afrique.
À Oran et au Maroc, où le putsch a échoué, les Américains sont en revanche accueillis à coups de canon et doivent livrer trois jours de combats sanglants et incertains, et à Casablanca, une bataille navale importante entraîne la perte complète de la 2e escadre légère française. Ils n’obtiennent le cessez-le-feu qu’après que Juin et Darlan en ait donné l'ordre après négociation avec le général Clark.
Les Alliés considèrent que Darlan est le seul homme capable de rallier aux Alliés les Français d'Afrique du Nord. Si Giraud est nommé commandant en chef des forces terrestres et aériennes, Darlan devient haut-commissaire et commandant en chef des forces navales.
Le groupe du 8 novembre qui a préparé le débarquement allié avec les Américains en faveur de Giraud (le 8 novembre, l'un des résistants, Raphaël Aboulker, cousin de José, lance à Radio-Alger un appel au nom du général Giraud), de Gaulle étant tenu à l’écart, refuse cet accord. Henri d'Astier de La Vigerie et l’abbé Cordier, anciens membres de l’Action Française préparent un complot en vue de remplacer l’amiral Darlan par le comte de Paris (alors en Algérie), de Gaulle serait seulement chef du gouvernement et Giraud chef des forces armées.
Désigné par tirage au sort au sein du groupe du 8 novembre, Fernand Bonnier de La Chapelle est chargé le 22 décembre 1942, par Henri d'Astier de La Vigerie de tuer Darlan.
Bonnier abat Darlan le 24 décembre et est condamné à mort. Darlan mort, le général Noguès se proclame Haut-Commissaire par intérim, il refuse toute grâce à Bonnier qui est exécuté.
Mais le 26 décembre Giraud est élu Haut-Commissaire et rouvre l’enquête sur le meurtre qui mène au groupe du 8 novembre : José Aboulker est arrêté avec ses compagnons et envoyé en détention dans le Sud algérien, en décembre 1942.
José Aboulker est relâché sur intervention américaine et rencontre le général de Gaulle en avril 1943

### Dans la résistance métropolitaine
Libéré après la Conférence de Casablanca (dite aussi « Conférence d’Anfa »), José Aboulker rejoint Londres en mai 1943 et s’engage dans les Forces françaises libres.
En octobre 1943, il est envoyé clandestinement en France occupée, comme délégué à l'organisation du service de santé des maquis et des FFI. Il prépare l'organisation sanitaire civile pour la Libération et dirige les opérations de parachutage d'équipements chirurgicaux sur la France.
De retour à Londres en juin 1944, il rejoint Alger, où il soutient sa thèse de médecine.
En août 1944, il repart pour une nouvelle mission dans le sud de la France en insurrection, afin d'installer les commissaires de la République à Toulouse, Limoges et Clermont-Ferrand.

### Après-guerre

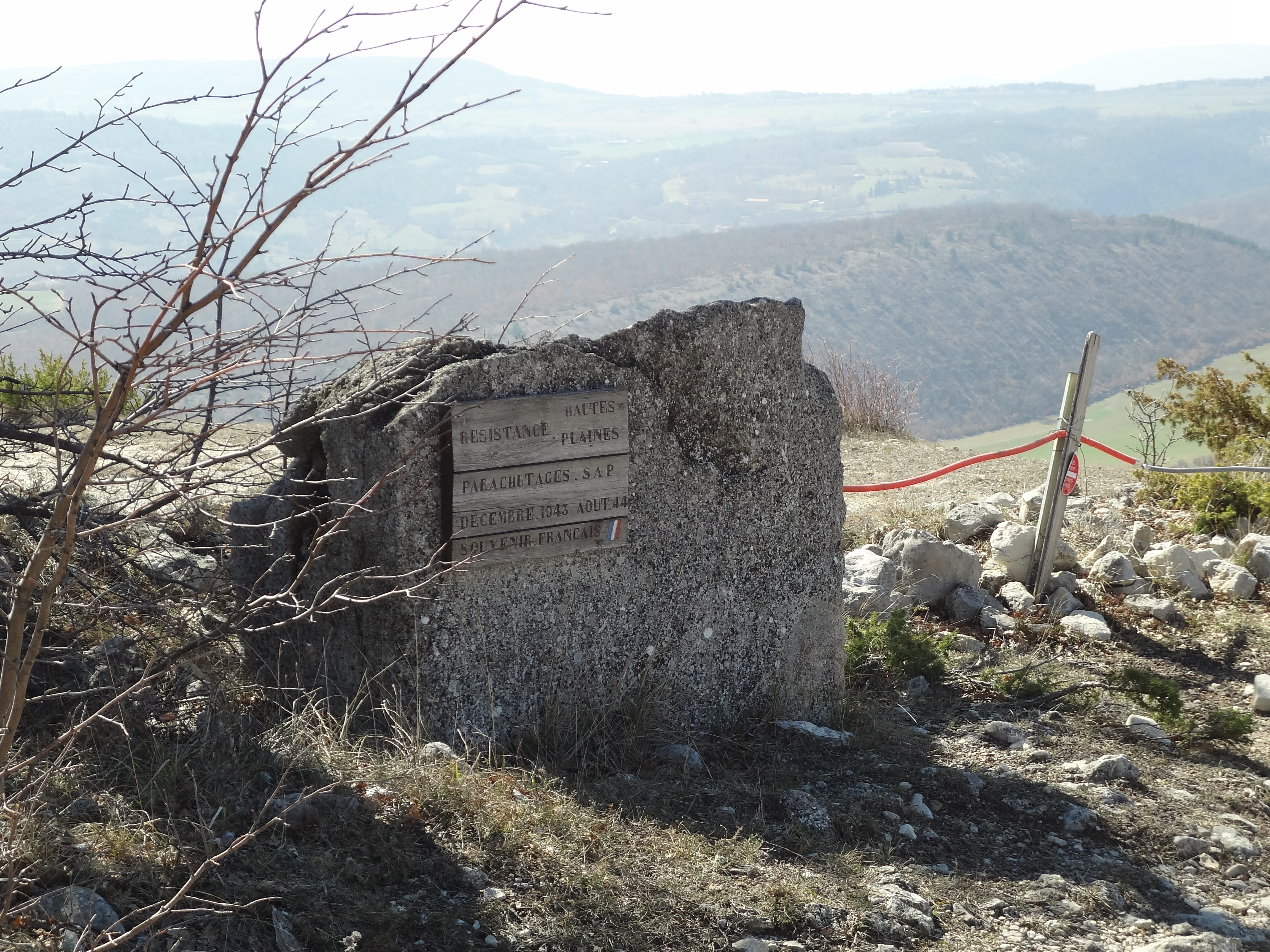
Plaque souvenir d'un terrain de parachutage SAP (Section atterrissages-parachutages, localement dirigée par René Char) à Mane, lieu-dit des Hautes-Plaines. Le terrain a ensuite appartenu à José Aboulker et l’inauguration a lieu en mai 1993.

José Aboulker est délégué de la Résistance d'Algérie à l'Assemblée consultative provisoire d'Alger, puis de Paris en 1944-1945 et dépose une proposition de modification de la loi électorale en Algérie, afin de permettre l’élection de députés musulmans indigènes, ce qui n’avait jamais été admis auparavant. Adoptée par l’Assemblée consultative et reprise par la loi électorale, cette proposition permet la présence de tels députés à l’Assemblée constituante.
Après la guerre, José Aboulker entre au Parti communiste français et reprend en 1946 ses études de médecine. Il passe successivement les concours d’interne des Hôpitaux de Paris, puis d’assistant, et termine sa carrière comme professeur de neurochirurgie et chef de service des Hôpitaux de Paris. Il milite principalement durant son internat, en 1949, il soutient publiquement les publications diffamatoires et injurieuses de la revue littéraire  Les Lettres françaises, soutenue par le Parti Communiste et l’URSS, contre Viktor Kravtchenko, l’auteur du livre « J’ai choisi la liberté », qui seront condamnées lors d’un procès en diffamation tenu à Paris de janvier à mars 1949, au retentissement mondial avec l'enjeu fondamental de la liberté d’expression face au déni de la réalité des camps de concentration soviétiques. En 1953, il se distingue notamment en refusant de s'associer à la condamnation des médecins juifs accusés en URSS pendant l'affaire dite du complot des blouses blanches. Par la suite, il cesse tout engagement politique actif, tout en demeurant membre du PCF.
Il s'engage pour l'indépendance de l'Algérie et s'oppose en 1958 au retour du général de Gaulle, conséquence des évènements du 13 mai. Par la suite, compte tenu de l’action du général en faveur de la décolonisation, il vote pour lui en 1965. Il appartient au service médical d'urgence constitué pour le président de la République après l’attentat du Petit-Clamart.

## Distinctions
- Commandeur de la Légion d'honneur[17]
- Compagnon de la Libération par décret du 30 octobre 1943[18]
- Croix de guerre 1939-1945 (3 citations)
- Médaille commémorative des services volontaires dans la France libre
- Médaille de la Liberté

## Hommage
Dans le 13e arrondissement de Paris, le jardin José-Aboulker porte son nom.

## Vidéographie
- Frères d'armes - José Aboulker, série Frères d'Armes, film-portrait raconté par Cécilia Hornus, co-réalisé par Pascal Blanchard et Rachid Bouchareb, 2016, 2 minutes. [voir en ligne]